# سمك طائر
سمك طائر أو خُطَّف الماء (بالإنجليزية: Exocoetidae)‏، هو فصيلة من الأسماك في رتبة الإبريات من طائفة شعاعيات الزعانف.
توجد نحو 50 نوع من الأسماك التي تطير، وهي لا تعتبر طيورا وإنما هي أسماك تستطيع القفز من الماء والطيران الحائم بواسطة زعانفها المفرودة. لا تزيد أطوال هذه الأنواع من السمك عن 45.
تستخدم تلك الأنواع من الأسماك وهي تشبة «أسماك الرنجة» حيلة الطيران للهروب من أعدائها في الماء. فعند اقتراب عدو منها فهي تضرب بذيلها في الماء يمينا ويسارا بسرعة تجعلها تخرج من الماء، عندئذ تفرد زعنفتيها الكبيرتين تندفع خارج الماء على ارتفاع متر ونصف حائمة مندفعة بسرعة 30 - 40 كيلومتر في الجو لمدة نحو 10 ثوان. وعند سقوطها إلى الماء تقوم بضرب الماء بذيلها على نفس النحو فتقطع بذلك مسافة أخرى بعيدا عن العدو. فإذا كررت عمليات الطيران هذه ستة أو سبعة مرات فهي تقطع بذلك مسافة بين 300 إلى 400 متر. ذيلها مشقوق وطرفه السفلي طويل ومتماسك نسبيا بحيث يساعدها على هذا القفز من الماء والطيران بواسطة حركته السريعة يمينا ويسارا بضرب الماء. كما بواسطته تستطيع تغيير اتجاه طيرانها إلى حد ما عند ملاقتها لسطح الماء.

## صفاته ومعيشته
عند رجوع السمكة الطائرة إلى الماء فهي تضم زعانفها الكبيرة نسبياً وتعوم كالعادة. ومن طبيعة هذا السمك أن شكل رأسه يشبه مقدمة قاعدة السفينة وهي صلبة نسبياً حتى تقاوم اصطدامها بالماء عند الهبوط. إلا أن صلابة الفك السفلي له لا يسهل له الإمساك بالغذاء كما أن زعانفه الطويلة وكبر صدره لا تسهل حركته في الماء. لذلك يعيش السمك الطائر على عمق بسيط تحت سطح الماء. يوجد في بحار المناطق الإستوائية كما يرى أحيان في مضيق جبل طارق في مناطق يكون فيها سطح الماء مستوياً.
يوجد منه نوع ذو زعنفتي صدر كبيرتين، وتكون زعنفتا البطن صغيرتين. أما النوع الذي له أربعة زعانف يطير بها فزعانفه متساوية الحجم تقريباً. وكلاهما لا يضرب الهواء بزعانفه كما تطير الطيور وإنما يفرد زعانفه ويحوم في الهواء.
يسمى هذا السمك بالإنجليزية «بانغ بانغ»؛ وقد أطلقت عليه تلك التسمية بسبب الصوت الذي يصدر عنه عند اصطدامه بجوانب السفن. كما أن له عينان منقسمتان، يستطيع بهما رؤية ما فوقه وما تحته. وهي تساعده على الخلاص من أعدائه في البحر الأسماك الكبيرة، ومن أعدائه من طيور البحر.

## يؤكل
يؤكل السمك الذي يطير في جزر البحر الكاريبي وفي اليابان وتايوان والصين وفيتنام. ويستخدمه اليابانيون في تحضير طبق السوشي، كما أن بطارخه من المأكولات اللذيذة. إن حيلة السمك للطيران لم تنقذه من اصطياد الإنسان له وأكله.

## صور إضافية

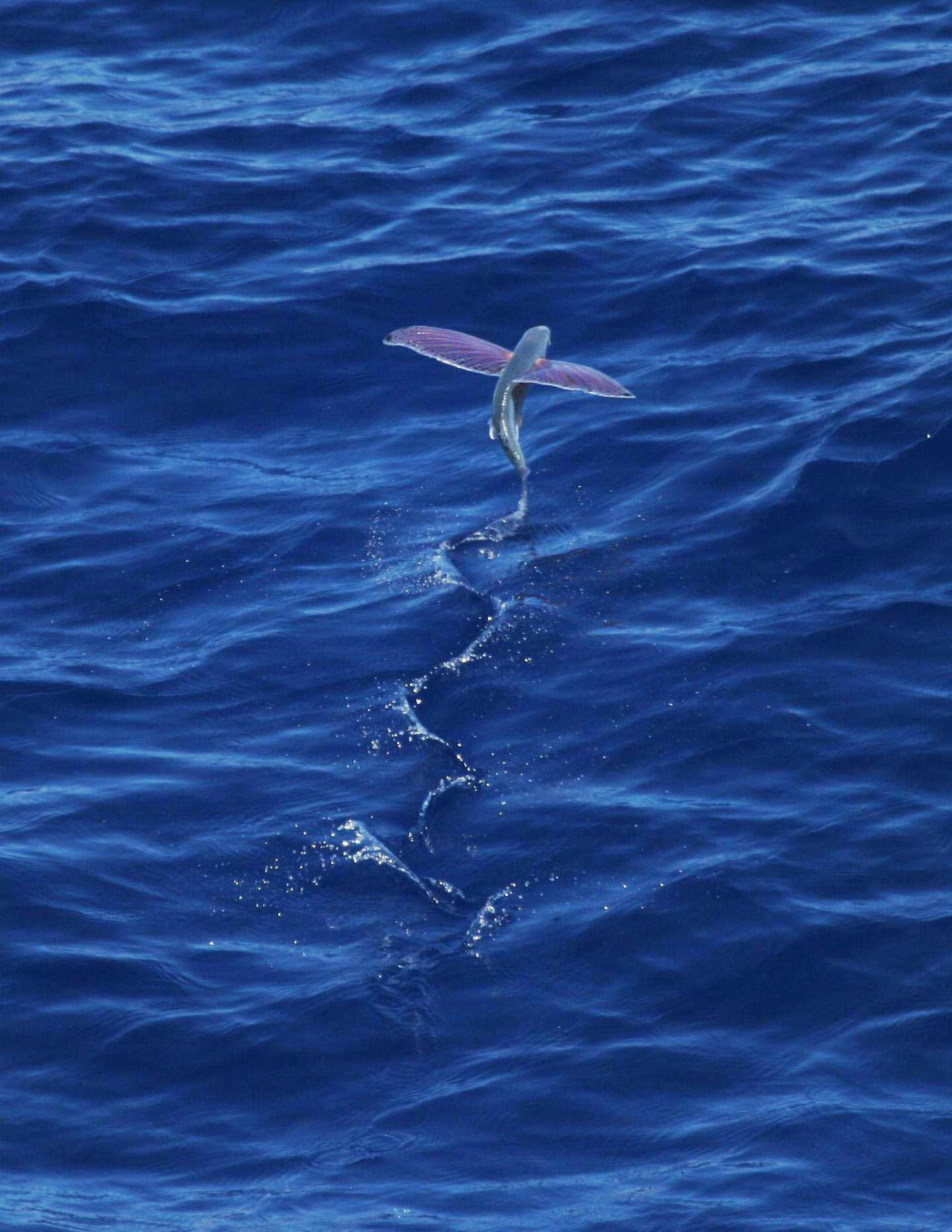
سمكة تطير
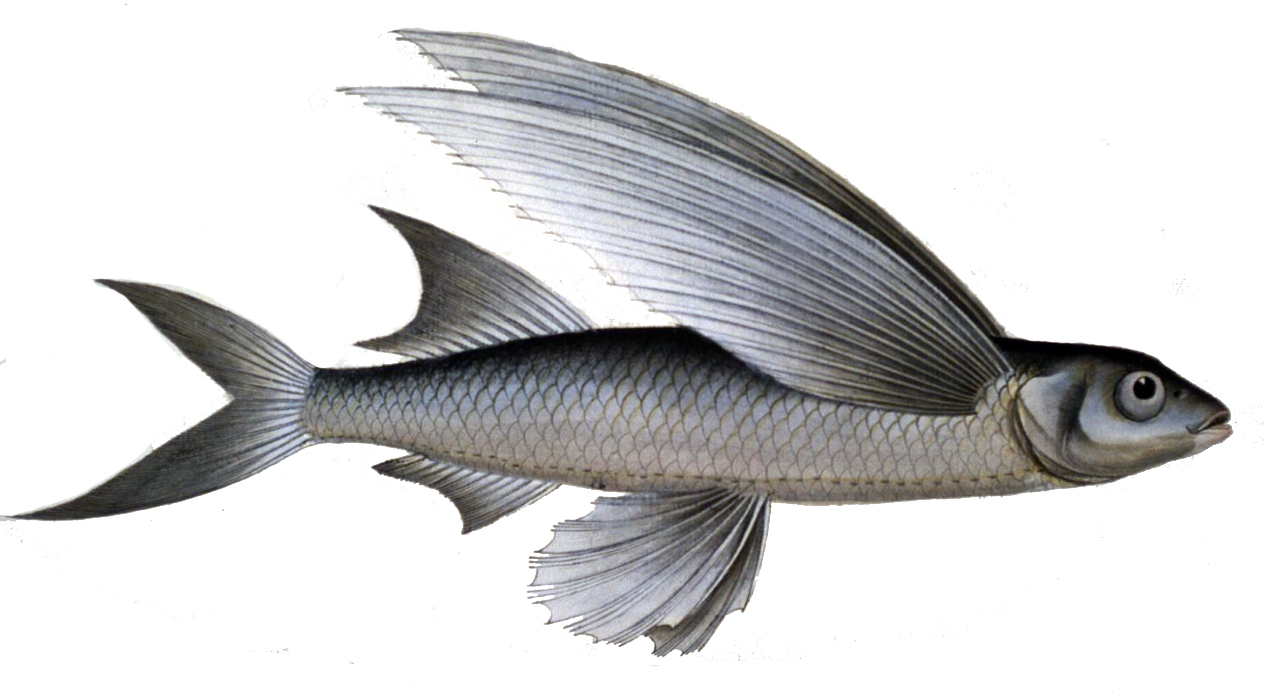
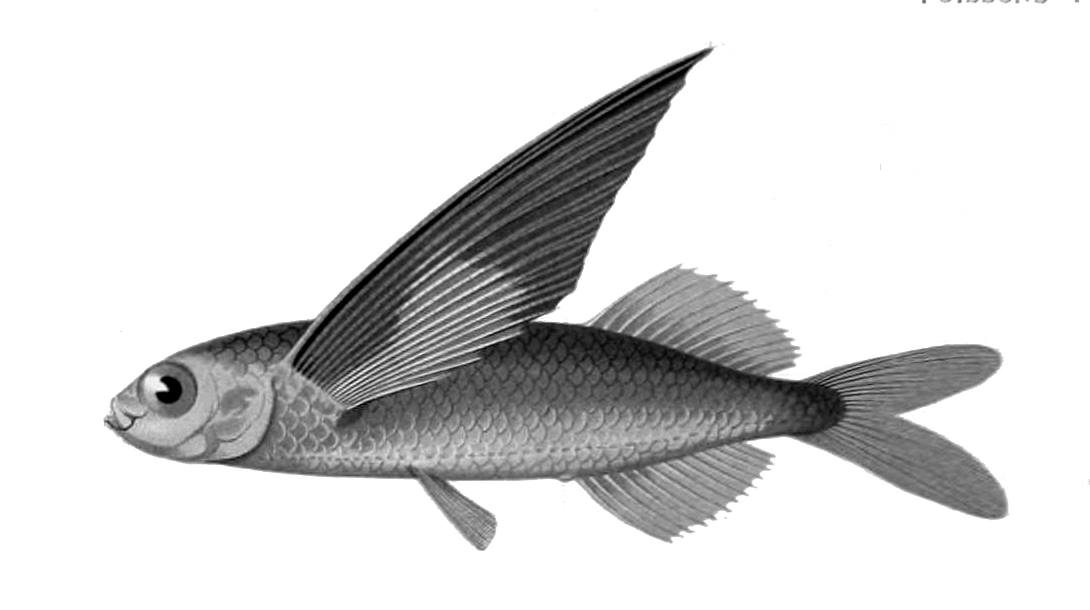
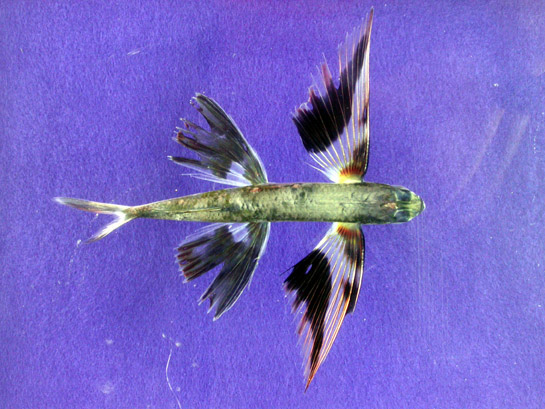